# Słobity

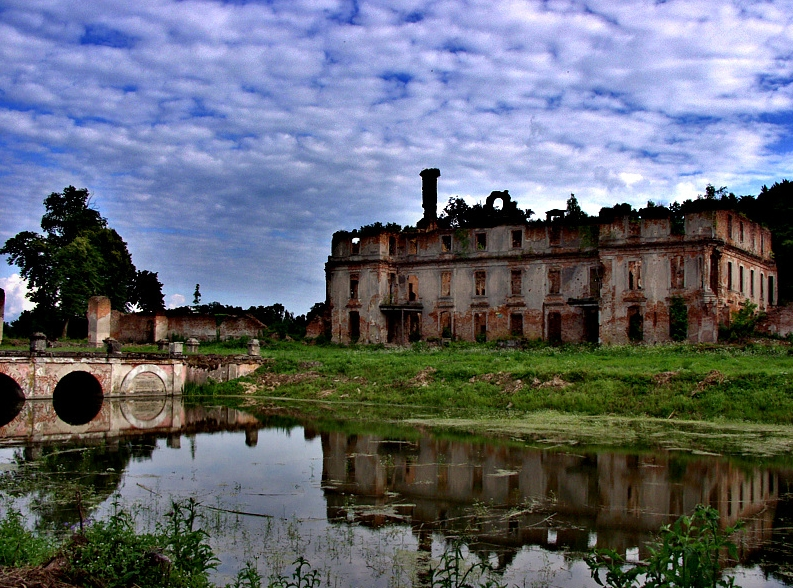
Ruinas del palacio de Schlobitten.

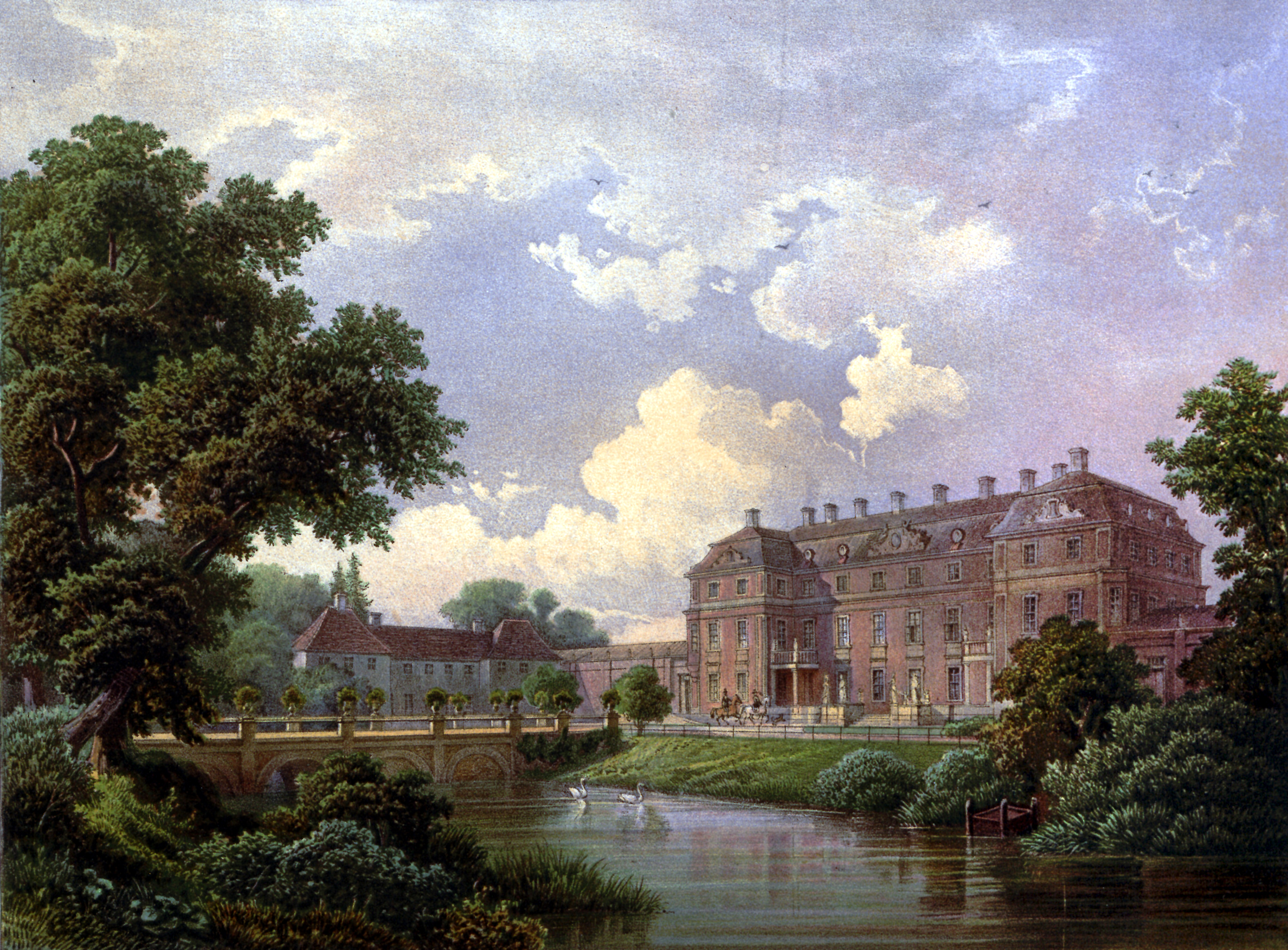
Palacio de Schlobitten, en torno a 1860 (colección de Alexander Duncker).

Słobity (del alemán: Schlobitten) es un pueblo en el distrito administrativo de Gmina Wilczęta, dentro del Condado del Braniewo, Voivodato de Varmia y Masuria, en el norte de Polonia. Se sitúa aproximadamente a 7 km al oeste de Wilczęta, a 28 km al sur de Braniewo, y 62 km al noroeste de la capital regional Olsztyn.
Antes de 1945 la región era parte de Alemania (Prusia Oriental). La villa fue propiedad de la familia  Dohna desde 1527. Después de la II Guerra Mundial la población nativa alemana fue expulsada y remplazada por población polaca.
El pueblo tiene una población de 549 habitantes.